# Onthophagus suginoi
Onthophagus suginoi es una especie de insecto del género Onthophagus, familia Scarabaeidae, orden Coleoptera.
Fue descrita científicamente por Ochi en 1984.